# Lijst van Britse ministers van Landbouw en Milieu
De minister van Milieu, Voedsel en Agrarische Zaken (Engels: Secretary of State for Environment, Food and Rural Affairs) is lid van het Britse kabinet en leid het ministerie van Landbouw en houdt zich bezig met de beleidsterreinen rondom Landbouw, Voedselveiligheid en Milieu. In het verleden was de functie opgedeeld als minister van Landbouw en een minister van Milieu tot de functies in 2002 werden samengevoegd.

## Ministers van Landbouw, Visserij en Voedselvoorziening van het Verenigd Koninkrijk (1895–2002)
| Minister van Landbouw en Visserij Secretary of State for Agriculture and Fisheries                                         | Minister van Landbouw en Visserij Secretary of State for Agriculture and Fisheries                           | Minister van Landbouw en Visserij Secretary of State for Agriculture and Fisheries                           | Ambtstermijn                                  | Ambtstermijn                          | Partij             | Premier                               | Kabinet                             | Overige functie(s)  |
| --- | --- | --- | --------------------------------------------- | ------------------------------------- | ------------------ | ------------------------------------- | ----------------------------------- | ------------------- |
| | Walter Long                                                                                                  | Walter Long (1854–1924)                                                                                      | 25 juni 1895                                  | 10 november 1900                      | Conservative Party | Robert Gascoyne- Cecil (1895–1902)    | Salisbury III                       |                     |
| | Robert Windsor-Clive                                                                                         | Robert Hanbury (1845–1903)                                                                                   | 10 november 1900                              | 28 april 1903                         | Conservative Party | Robert Gascoyne- Cecil (1895–1902)    | Salisbury III                       |                     |
| Arthur Balfour (1902–1905)                                                                                                 | Robert Windsor-Clive                                                                                         | Robert Hanbury (1845–1903)                                                                                   | 10 november 1900                              | 28 april 1903                         | Conservative Party | Balfour                               |                                     |                     |
| Arthur Balfour (1902–1905)                                                                                                 | Vacant | |                                               |                                       |                    | Balfour                               |                                     |                     |
| Arthur Balfour (1902–1905)                                                                                                 | | William Onslow                                                                                               | Graaf van Onslow William Onslow (1853–1911)   | 20 mei 1903                           | 15 maart 1905      | Balfour                               | Conservative Party                  |                     |
| Arthur Balfour (1902–1905)                                                                                                 | | Ailwyn Fellowes                                                                                              | Ailwyn Fellowes (1855–1924)                   | 15 maart 1905                         | 5 december 1905    | Balfour                               | Conservative Party                  |                     |
| | Charles Wynn-Carington                                                                                       | Graaf Carrington Charles Wynn- Carington (1843–1928)                                                         | 5 december 1905                               | 24 oktober 1911                       | Liberal Party      | Henry Campbell- Bannerman (1905–1908) | Campbell- Bannerman                 |                     |
| Herbert Henry Asquith (1908–1916)                                                                                          | Charles Wynn-Carington                                                                                       | Graaf Carrington Charles Wynn- Carington (1843–1928)                                                         | 5 december 1905                               | 24 oktober 1911                       | Liberal Party      | Asquith I                             |                                     |                     |
| Herbert Henry Asquith (1908–1916)                                                                                          | Charles Wynn-Carington                                                                                       | Graaf Carrington Charles Wynn- Carington (1843–1928)                                                         | 5 december 1905                               | 24 oktober 1911                       | Liberal Party      | Asquith II                            |                                     |                     |
| Herbert Henry Asquith (1908–1916)                                                                                          | | Walter Runciman                                                                                              | Walter Runciman (1870–1949)                   | 24 oktober 1911                       | 4 augustus 1914    | Liberal Party                         |                                     |                     |
| Herbert Henry Asquith (1908–1916)                                                                                          | Asquith III                                                                                                  | Walter Runciman                                                                                              | Walter Runciman (1870–1949)                   | 24 oktober 1911                       | 4 augustus 1914    | Liberal Party                         |                                     |                     |
| Herbert Henry Asquith (1908–1916)                                                                                          | | Auberon Herbert                                                                                              | Baron Lucas Auberon Herbert (1876–1916)       | 4 augustus 1914                       | 25 mei 1915        | Liberal Party                         |                                     |                     |
| Herbert Henry Asquith (1908–1916)                                                                                          | | William Palmer                                                                                               | Graaf van Selborne William Palmer (1859–1942) | 25 mei 1915                           | 11 juli 1916       | Conservative Party                    | Asquith IV                          |                     |
| Herbert Henry Asquith (1908–1916)                                                                                          | | David Lindsay                                                                                                | Graaf van Crawford David Lindsay (1871–1940)  | 11 juli 1916                          | 7 december 1916    | Conservative Party                    | Asquith IV                          |                     |
| | | Rowland Prothero (1851–1937)                                                                                 | 7 december 1916                               | 15 augustus 1919                      | Conservative Party | David Lloyd George (1919–1922)        | Lloyd George I                      |                     |
| Lloyd George II | | Rowland Prothero (1851–1937)                                                                                 | 7 december 1916                               | 15 augustus 1919                      | Conservative Party | David Lloyd George (1919–1922)        |                                     |                     |
| | Arthur Lee                                                                                                   | Burggraaf Lee van Fareham Arthur Lee (1868–1947)                                                             | 15 augustus 1919                              | 13 februari 1921                      | Conservative Party | David Lloyd George (1919–1922)        |                                     |                     |
| | Arthur Griffith-Boscawen                                                                                     | Sir Arthur Griffith- Boscawen (1865–1946)                                                                    | 13 februari 1921                              | 23 oktober 1922                       | Conservative Party | David Lloyd George (1919–1922)        |                                     |                     |
| | Robert Sanders                                                                                               | Sir Robert Sanders (1867–1940)                                                                               | 23 oktober 1922                               | 22 januari 1924                       | Conservative Party | Bonar Law (1922–1923)                 | Law                                 |                     |
| Stanley Baldwin (1923–1924)                                                                                                | Robert Sanders                                                                                               | Sir Robert Sanders (1867–1940)                                                                               | 23 oktober 1922                               | 22 januari 1924                       | Conservative Party | Baldwin I                             |                                     |                     |
| | Noel Buxton                                                                                                  | Noel Buxton (1869–1948)                                                                                      | 22 januari 1924                               | 4 november 1924                       | Labour Party       | Ramsay MacDonald                      | MacDonald I                         |                     |
| | Edward Wood                                                                                                  | Burggraaf Halifax Edward Wood (1881–1959)                                                                    | 4 november 1924                               | 4 november 1925                       | Conservative Party | Stanley Baldwin (1924–1929)           | Baldwin II                          |                     |
| | Walter Guinness                                                                                              | Walter Guinness (1880–1944)                                                                                  | 4 november 1925                               | 5 juni 1929                           | Conservative Party | Stanley Baldwin (1924–1929)           | Baldwin II                          |                     |
| | Noel Buxton                                                                                                  | Noel Buxton (1869–1948)                                                                                      | 5 juni 1929                                   | 5 juni 1930                           | Labour Party       | Ramsay MacDonald (1929–1935)          | MacDonald II                        |                     |
| | Christopher Addison                                                                                          | dr. Christopher Addison (1869–1951)                                                                          | 5 juni 1930                                   | 26 augustus 1931                      | Labour Party       | Ramsay MacDonald (1929–1935)          | MacDonald II                        |                     |
| | John Gilmour                                                                                                 | Sir John Gilmour (1876–1940)                                                                                 | 26 augustus 1931                              | 28 september 1932                     | Unionist Party     | Ramsay MacDonald (1929–1935)          | MacDonald III (Nationaal Kabinet I) |                     |
| MacDonald IV (Nationaal Kabinet II)                                                                                        | John Gilmour                                                                                                 | Sir John Gilmour (1876–1940)                                                                                 | 26 augustus 1931                              | 28 september 1932                     | Unionist Party     | Ramsay MacDonald (1929–1935)          |                                     |                     |
| | Walter Elliot                                                                                                | Walter Elliot (1888–1958)                                                                                    | 28 september 1932                             | 29 oktober 1936                       | Conservative Party | Ramsay MacDonald (1929–1935)          |                                     |                     |
| Stanley Baldwin (1935–1937)                                                                                                | Walter Elliot                                                                                                | Walter Elliot (1888–1958)                                                                                    | 28 september 1932                             | 29 oktober 1936                       | Conservative Party | Baldwin III (Nationaal Kabinet III)   |                                     |                     |
| Stanley Baldwin (1935–1937)                                                                                                | | William Morrison                                                                                             | William Morrison (1893–1961)                  | 29 oktober 1936                       | 29 januari 1939    | Baldwin III (Nationaal Kabinet III)   | Conservative Party                  |                     |
| Neville Chamberlain (1937–1940)                                                                                            | Chamberlain I (Nationaal Kabinet IV)                                                                         | William Morrison                                                                                             | William Morrison (1893–1961)                  | 29 oktober 1936                       | 29 januari 1939    |                                       | Conservative Party                  |                     |
| Neville Chamberlain (1937–1940)                                                                                            | Chamberlain I (Nationaal Kabinet IV)                                                                         | | Reginald Dorman-Smith                         | Sir Reginald Dorman-Smith (1899–1970) | 29 januari 1939    | 10 mei 1940                           | Conservative Party                  |                     |
| Neville Chamberlain (1937–1940)                                                                                            | Chamberlain II                                                                                               | | Reginald Dorman-Smith                         | Sir Reginald Dorman-Smith (1899–1970) | 29 januari 1939    | 10 mei 1940                           | Conservative Party                  |                     |
| | Robert Hudson                                                                                                | Robert Hudson (1886–1957)                                                                                    | 10 mei 1940                                   | 26 juli 1945                          | Conservative Party | Winston Churchill (1951–1955)         | Churchill I                         |                     |
| Churchill II | Robert Hudson                                                                                                | Robert Hudson (1886–1957)                                                                                    | 10 mei 1940                                   | 26 juli 1945                          | Conservative Party | Winston Churchill (1951–1955)         |                                     |                     |
| | Tom Williams                                                                                                 | Tom Williams (1897–1977)                                                                                     | 26 juli 1945                                  | 26 oktober 1951                       | Labour Party       | Clement Attlee (1945–1951)            | Attlee I                            |                     |
| Attlee II | Tom Williams                                                                                                 | Tom Williams (1897–1977)                                                                                     | 26 juli 1945                                  | 26 oktober 1951                       | Labour Party       | Clement Attlee (1945–1951)            |                                     |                     |
| | Thomas Dugdale                                                                                               | Sir Thomas Dugdale (1897–1977)                                                                               | 26 oktober 1951                               | 20 juli 1954                          | Conservative Party | Winston Churchill (1951–1955)         | Churchill III                       |                     |
| | Derick Heathcoat-Amory                                                                                       | Derick Heathcoat- Amory (1899–1981)                                                                          | 20 juli 1954                                  | 18 oktober 1954                       | Conservative Party | Winston Churchill (1951–1955)         | Churchill III                       |                     |
| Minister van Landbouw, Visserij en Voedselvoorziening Secretary of State for Agriculture, Fisheries and Food               | Minister van Landbouw, Visserij en Voedselvoorziening Secretary of State for Agriculture, Fisheries and Food | Minister van Landbouw, Visserij en Voedselvoorziening Secretary of State for Agriculture, Fisheries and Food | Ambtstermijn                                  | Ambtstermijn                          | Partij             | Premier                               | Kabinet                             | Overige functie(s)  |
| | Derick Heathcoat-Amory                                                                                       | Derick Heathcoat- Amory (1899–1981)                                                                          | 18 oktober 1954                               | 6 januari 1958                        | Conservative Party | Winston Churchill (1951–1955)         | Churchill III                       |                     |
| Anthony Eden (1955–1957)                                                                                                   | Derick Heathcoat-Amory                                                                                       | Derick Heathcoat- Amory (1899–1981)                                                                          | 18 oktober 1954                               | 6 januari 1958                        | Conservative Party | Eden                                  |                                     |                     |
| Harold Macmillan (1957–1963)                                                                                               | Derick Heathcoat-Amory                                                                                       | Derick Heathcoat- Amory (1899–1981)                                                                          | 18 oktober 1954                               | 6 januari 1958                        | Conservative Party | Macmillan I                           |                                     |                     |
| Harold Macmillan (1957–1963)                                                                                               | | John Hare | John Hare (1911–1982)                         | 6 januari 1958                        | 27 juli 1960       | Macmillan I                           | Conservative Party                  |                     |
| Harold Macmillan (1957–1963)                                                                                               | Macmillan II                                                                                                 | John Hare | John Hare (1911–1982)                         | 6 januari 1958                        | 27 juli 1960       |                                       | Conservative Party                  |                     |
| Harold Macmillan (1957–1963)                                                                                               | | | Sir Christopher Soames (1920–1987)            | 27 juli 1960                          | 16 oktober 1964    | Conservative Party                    |                                     |                     |
| Alec Douglas-Home (1963–1964)                                                                                              | Douglas-Home                                                                                                 | | Sir Christopher Soames (1920–1987)            | 27 juli 1960                          | 16 oktober 1964    | Conservative Party                    |                                     |                     |
| | | Fred Peart (1914–1988)                                                                                       | 16 oktober 1964                               | 6 april 1968                          | Labour Party       | Harold Wilson (1964–1970)             | Wilson I                            |                     |
| Wilson II | | Fred Peart (1914–1988)                                                                                       | 16 oktober 1964                               | 6 april 1968                          | Labour Party       | Harold Wilson (1964–1970)             |                                     |                     |
| | | Cledwyn Hughes (1916–2001)                                                                                   | 6 april 1968                                  | 19 juni 1970                          | Labour Party       | Harold Wilson (1964–1970)             |                                     |                     |
| | | Jim Prior (1927–2016)                                                                                        | 19 juni 1970                                  | 5 november 1972                       | Conservative Party | Edward Heath (1970–1974)              | Heath                               |                     |
| | | Joseph Godber (1914–1980)                                                                                    | 5 november 1972                               | 4 maart 1974                          | Conservative Party | Edward Heath (1970–1974)              | Heath                               |                     |
| | | Fred Peart (1914–1988)                                                                                       | 4 maart 1974                                  | 10 September 1976                     | Labour Party       | Harold Wilson (1974–1976)             | Wilson III                          |                     |
| James Callaghan (1976–1979)                                                                                                | Callaghan | Fred Peart (1914–1988)                                                                                       | 4 maart 1974                                  | 10 September 1976                     | Labour Party       |                                       |                                     |                     |
| James Callaghan (1976–1979)                                                                                                | Callaghan | |                                               | John Silkin (1923–1987)               | 10 september 1976  | 4 mei 1979                            | Labour Party                        |                     |
| | | Peter Walker (1932–2010)                                                                                     | 4 mei 1979                                    | 11 juni 1983                          | Conservative Party | Margaret Thatcher (1979–1990)         | Thatcher I                          |                     |
| | | Michael Jopling (1930)                                                                                       | 11 juni 1983                                  | 13 juni 1987                          | Conservative Party | Margaret Thatcher (1979–1990)         | Thatcher II                         |                     |
| | John MacGregor                                                                                               | John MacGregor (1937)                                                                                        | 13 juni 1987                                  | 24 juli 1989                          | Conservative Party | Margaret Thatcher (1979–1990)         | Thatcher III                        |                     |
| | John Gummer                                                                                                  | John Gummer (1939)                                                                                           | 24 juli 1989                                  | 27 mei 1993                           | Conservative Party | Margaret Thatcher (1979–1990)         | Thatcher III                        |                     |
| John Major (1990–1997) | John Gummer                                                                                                  | John Gummer (1939)                                                                                           | 24 juli 1989                                  | 27 mei 1993                           | Conservative Party | Major I                               |                                     |                     |
| John Major (1990–1997) | John Gummer                                                                                                  | John Gummer (1939)                                                                                           | 24 juli 1989                                  | 27 mei 1993                           | Conservative Party | Major II                              |                                     |                     |
| John Major (1990–1997) | | Gillian Shephard                                                                                             | Gillian Shephard (1940)                       | 27 mei 1993                           | 20 juli 1994       | Conservative Party                    |                                     |                     |
| John Major (1990–1997) | | William Waldegrave                                                                                           | William Waldegrave (1946)                     | 20 juli 1994                          | 5 juli 1995        | Conservative Party                    |                                     |                     |
| John Major (1990–1997) | | Douglas Hogg                                                                                                 | Douglas Hogg (1945)                           | 5 juli 1995                           | 2 mei 1997         | Conservative Party                    |                                     |                     |
| | | Jack Cunningham (1939)                                                                                       | 2 mei 1997                                    | 27 juli 1998                          | Labour Party       | Tony Blair (1997–2007)                | Blair I                             |                     |
| | Nick Brown                                                                                                   | Nick Brown (1950)                                                                                            | 27 juli 1998                                  | 8 juni 2001                           | Labour Party       | Tony Blair (1997–2007)                | Blair I                             |                     |
| | Margaret Beckett                                                                                             | Margaret Beckett (1943)                                                                                      | 8 juni 2001                                   | 27 maart 2002                         | Labour Party       | Tony Blair (1997–2007)                | Blair II                            | Minister van Milieu |
| Ministerie samengevoegd met het ministerie van Milieu tot het ministerie van Milieu, Voedselvoorziening en Agrarisch Zaken | | |                                               |                                       |                    |                                       |                                     |                     |

## Ministers van Milieu van het Verenigd Koninkrijk (1970–2002)
| Minister van Milieu Secretary of State for Environment | Minister van Milieu Secretary of State for Environment | Minister van Milieu Secretary of State for Environment | Ambtstermijn     | Ambtstermijn     | Partij             | Premier                       | Kabinet     | Overige functie(s)                                    |
| --- | ------------------------------------------------------ | ------------------------------------------------------ | ---------------- | ---------------- | ------------------ | ----------------------------- | ----------- | ----------------------------------------------------- |
| |                                                        | Peter Walker (1932–2010)                               | 15 oktober 1970  | 5 november 1972  | Conservative Party | Edward Heath (1970–1974)      | Heath       | Minister van Transport                                |
| | Geoffrey Rippon                                        | Geoffrey Rippon (1932–2010)                            | 5 november 1972  | 4 maart 1974     | Conservative Party | Edward Heath (1970–1974)      | Heath       | Minister van Transport                                |
| | Tony Crosland                                          | Tony Crosland (1918–1977)                              | 4 maart 1974     | 5 april 1976     | Labour Party       | Harold Wilson (1974–1976)     | Wilson III  | Minister van Transport                                |
| |                                                        | Peter Shore (1924–2001)                                | 5 april 1976     | 4 mei 1979       | Labour Party       | James Callaghan (1976–1979)   | Callaghan   |                                                       |
| | Michael Heseltine                                      | Michael Heseltine (1933)                               | 4 mei 1979       | 5 januari 1981   | Conservative Party | Margaret Thatcher (1979–1990) | Thatcher I  |                                                       |
| | Tom King                                               | Tom King (1933)                                        | 5 januari 1981   | 11 juni 1983     | Conservative Party | Margaret Thatcher (1979–1990) | Thatcher I  |                                                       |
| |                                                        | Patrick Jenkin (1926–2018)                             | 11 juni 1983     | 2 september 1985 | Conservative Party | Margaret Thatcher (1979–1990) | Thatcher II |                                                       |
| | Kenneth Baker                                          | Kenneth Baker (1934)                                   | 2 september 1985 | 21 mei 1986      | Conservative Party | Margaret Thatcher (1979–1990) | Thatcher II |                                                       |
| |                                                        | Nicholas Ridley (1929–1993)                            | 21 mei 1986      | 24 juli 1989     | Conservative Party | Margaret Thatcher (1979–1990) | Thatcher II |                                                       |
| Thatcher III |                                                        | Nicholas Ridley (1929–1993)                            | 21 mei 1986      | 24 juli 1989     | Conservative Party | Margaret Thatcher (1979–1990) |             |                                                       |
| | Chris Patten                                           | Chris Patten (1944)                                    | 24 juli 1989     | 28 november 1990 | Conservative Party | Margaret Thatcher (1979–1990) |             |                                                       |
| | Michael Heseltine                                      | Michael Heseltine (1933)                               | 28 november 1990 | 10 april 1992    | Conservative Party | John Major (1990–1997)        | Major I     |                                                       |
| | Michael Howard                                         | Michael Howard (1941)                                  | 10 april 1992    | 27 mei 1993      | Conservative Party | John Major (1990–1997)        | Major II    |                                                       |
| | John Gummer                                            | John Gummer (1939)                                     | 27 mei 1993      | 2 mei 1997       | Conservative Party | John Major (1990–1997)        | Major II    |                                                       |
| | John Prescott                                          | John Prescott (1938–2024)                              | 2 mei 1997       | 8 juni 2001      | Labour Party       | Tony Blair (1997–2007)        | Blair I     | Vicepremier                                           |
| Minister van Transport | John Prescott                                          | John Prescott (1938–2024)                              | 2 mei 1997       | 8 juni 2001      | Labour Party       | Tony Blair (1997–2007)        | Blair I     |                                                       |
| Minister van Regionale Zaken | John Prescott                                          | John Prescott (1938–2024)                              | 2 mei 1997       | 8 juni 2001      | Labour Party       | Tony Blair (1997–2007)        | Blair I     |                                                       |
| | Margaret Beckett                                       | Margaret Beckett (1943)                                | 8 juni 2001      | 27 maart 2002    | Labour Party       | Tony Blair (1997–2007)        | Blair II    | Minister van Landbouw, Visserij en Voedselvoorziening |
| Ministerie samengevoegd met het ministerie van Landbouw, Visserij en Voedselvoorziening tot het ministerie van Milieu, Voedselvoorziening en Agrarisch Zaken |                                                        |                                                        |                  |                  |                    |                               |             |                                                       |

## Ministers van Milieu, Voedsel en Agrarische Zaken van het Verenigd Koninkrijk (2002–heden)
| Minister van Milieu, Voedsel en Agrarische Zaken Secretary of State for Environment, Food and Rural Affairs | Minister van Milieu, Voedsel en Agrarische Zaken Secretary of State for Environment, Food and Rural Affairs | Minister van Milieu, Voedsel en Agrarische Zaken Secretary of State for Environment, Food and Rural Affairs | Ambtstermijn     | Ambtstermijn     | Partij             | Premier                   | Kabinet   | Overige functie(s) |
| --- | --- | --- | ---------------- | ---------------- | ------------------ | ------------------------- | --------- | ------------------ |
| | Margaret Beckett                                                                                            | Margaret Beckett (1943)                                                                                     | 27 maart 2002    | 6 mei 2006       | Labour Party       | Tony Blair (1997–2007)    | Blair II  |                    |
| Blair III                                                                                                   | Margaret Beckett                                                                                            | Margaret Beckett (1943)                                                                                     | 27 maart 2002    | 6 mei 2006       | Labour Party       | Tony Blair (1997–2007)    |           |                    |
| | David Miliband                                                                                              | David Miliband (1965)                                                                                       | 6 mei 2006       | 27 juni 2007     | Labour Party       | Tony Blair (1997–2007)    |           |                    |
| | Hilary Benn                                                                                                 | Hilary Benn (1953)                                                                                          | 27 juni 2007     | 11 mei 2010      | Labour Party       | Gordon Brown (2007–2010)  | Brown     |                    |
| | Caroline Spelman                                                                                            | Caroline Spelman (1958)                                                                                     | 11 mei 2010      | 4 september 2012 | Conservative Party | David Cameron (2010–2016) | Cameron I |                    |
| | Owen Paterson                                                                                               | Owen Paterson (1956)                                                                                        | 4 september 2012 | 14 juli 2014     | Conservative Party | David Cameron (2010–2016) | Cameron I |                    |
| | Liz Truss                                                                                                   | Liz Truss (1975)                                                                                            | 14 juli 2014     | 13 juli 2016     | Conservative Party | David Cameron (2010–2016) | Cameron I |                    |
| Cameron II                                                                                                  | Liz Truss                                                                                                   | Liz Truss (1975)                                                                                            | 14 juli 2014     | 13 juli 2016     | Conservative Party | David Cameron (2010–2016) |           |                    |
| | Andrea Leadsom                                                                                              | Andrea Leadsom (1963)                                                                                       | 13 juli 2016     | 11 juni 2017     | Conservative Party | Theresa May (2016–2019)   | May I     |                    |
| | Michael Gove                                                                                                | Michael Gove (1967)                                                                                         | 11 juni 2017     | 24 juli 2019     | Conservative Party | Theresa May (2016–2019)   | May II    |                    |
| | Theresa Villiers                                                                                            | Theresa Villiers (1968)                                                                                     | 24 juli 2019     | 13 februari 2020 | Conservative Party | Boris Johnson (2019–2022) | Johnson I |                    |
| Johnson II                                                                                                  | Theresa Villiers                                                                                            | Theresa Villiers (1968)                                                                                     | 24 juli 2019     | 13 februari 2020 | Conservative Party | Boris Johnson (2019–2022) |           |                    |
| | George Eustice                                                                                              | George Eustice (1971)                                                                                       | 13 februari 2020 | 6 september 2022 | Conservative Party | Boris Johnson (2019–2022) |           |                    |
| | Ranil Jayawardena                                                                                           | Ranil Jayawardena (1986)                                                                                    | 6 september 2022 | 25 oktober 2022  | Conservative Party | Liz Truss (2022)          | Truss     |                    |
| | Thérèse Coffey                                                                                              | Thérèse Coffey (1971)                                                                                       | 25 oktober 2022  | 13 november 2023 | Conservative Party | Rishi Sunak (2022–2024)   | Sunak     |                    |
| | Steve Barclay                                                                                               | Stephen Barclay (1972)                                                                                      | 13 november 2023 | 5 juli 2024      | Conservative Party | Rishi Sunak (2022–2024)   | Sunak     |                    |
| | Steve Reed                                                                                                  | Steve Reed (1963)                                                                                           | 5 juli 2024      | heden            | Labour Party       | Keir Starmer (2024–heden) | Starmer   |                    |